# Pavel Antov
Pavel Genrichovič Antov (in russo Павел Генрихович Антов?; Voskresensk, 22 dicembre 1957 – Rayagada, 24 dicembre 2022) è stato un imprenditore e politico russo, deputato dell'Assemblea legistiva di Vladimir Oblast e vice presidente di Vladmirskij Standart, la maggiore azienda di salsicce in Russia. Nel 2019 Forbes Russia lo ha considerato il più ricco deputato russo.
È morto il giorno di Natale del 2022 dopo essere caduto da una finestra del Sai International Hotel nella città di Rayagada, nello stato indiano di Orissa, mentre era lì in vacanza per festeggiare il suo 65º compleanno, appena due giorni dopo la morte nello stesso albergo per un presunto attacco cardiaco del suo caro amico, l'uomo d'affari Vladimir Bidenov.
La sua morte è stata considerata sospetta perché di recente aveva inviato messaggi in cui criticava gli attacchi della Russia all'Ucraina durante l'invasione del 2022, messaggi che successivamente ha dovuto ritrattare. La morte di Antov è tra simili morti misteriose che coinvolgono uomini d'affari russi che si sono espressi contro Vladimir Putin.

## Biografia
Antov è nato a Voskresensk, vicino a Mosca, e si è laureato presso l'Accademia medica militare SM Kirov di San Pietroburgo. Dopo la laurea, ha dovuto rinunciare al suo obiettivo di diventare un medico militare a causa di un infortunio ricevuto.
Nel 1985 si è trasferito nella città di Vladimir e ha lavorato come psichiatra, diventando infine deputato del consiglio distrettuale. Si è sposato e ha avuto una figlia di nome Anečka (nata tra il 1990/1991).
Dopo il crollo dell'Unione Sovietica, l'ospedale in cui lavorava chiuse e svolse varie attività. Nel 2000 ha fondato "Vladmirskij Standart", un importante produttore di carne e insaccati. Le entrate dell'azienda sono state stimate in 11,56 miliardi di rubli con un utile netto di 553 milioni di rubli per SPARK-Interfax.
A partire dal 2019, era vicepresidente di Vladmirsky Standart ed era azionista di minoranza.

### Morte
Il 21 dicembre 2022, insieme ad altri tre turisti russi, tra cui il suo caro amico, l'uomo d'affari Vladimir Bidenov, ha fatto il check-in al Sai International Hotel di Rayagada, nello stato dell'India orientale di Orissa, insieme alla loro guida locale.
Il 22 dicembre Bidenov è stato trovato privo di sensi nella sua camera d'albergo ed è stato portato all'ospedale distrettuale di Rayagada dove il medico lo ha dichiarato morto secondo la polizia. Il 24 dicembre il corpo di Bidenov è stato cremato a Rayagada dopo l'approvazione delle autorità russe in India. Lo stesso giorno, Antov è stato trovato morto in una pozza di sangue davanti all'albergo dove alloggiava insieme agli altri.
Il direttore generale della polizia dell'Odisha, Sunil Kumar Bansal, ha dichiarato che la polizia non era sicura se Antov fosse caduto accidentalmente dalla finestra dell'hotel o si fosse suicidato, forse a causa della depressione per la morte del suo amico. Ha detto che la polizia locale ha registrato un caso di morte non naturale e ha avviato un'indagine mantenendosi in contatto con le autorità russe a Calcutta. Anche il suo corpo è stato cremato.